# Légi ágyúnaszád
A légi ágyúnaszád (angolul: gunship) olyan nehézfegyverekkel felszerelt katonai légijármű, amelynek a feladata földi célpontok támadása és lefogása.

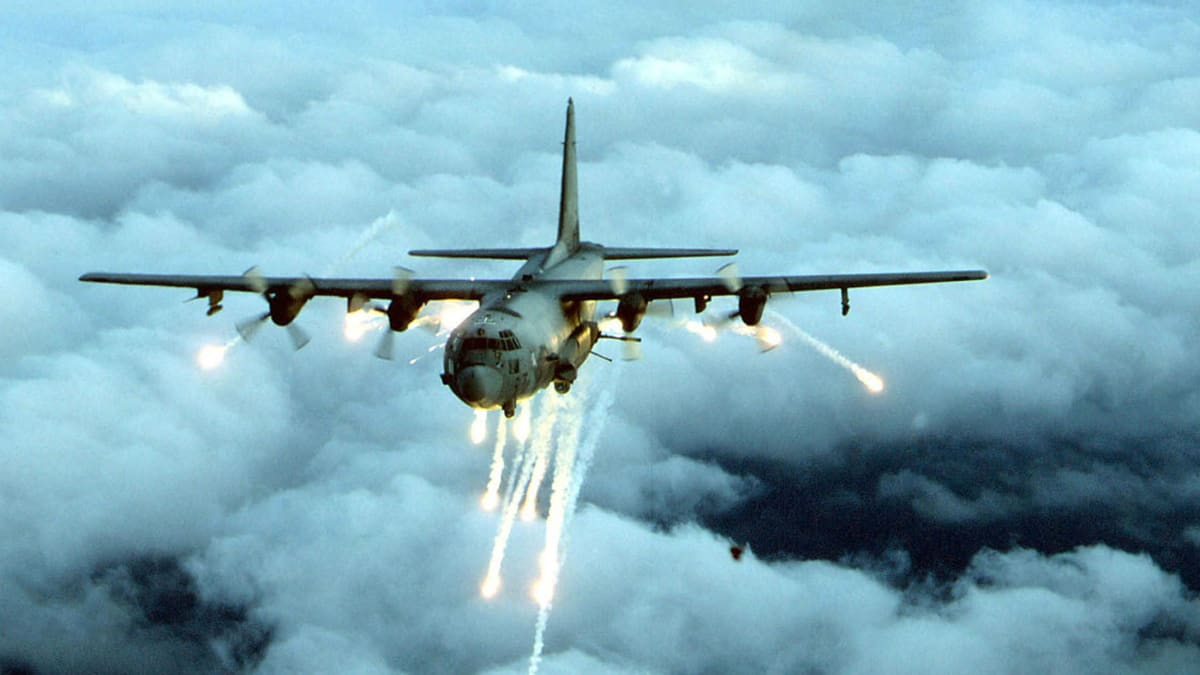
AC-130 ágyúnaszád infracsapda dobása közben

A modern terminológiában az ágyúnaszád olyan merevszárnyas katonai repülőgépet jelent, amely oldalán van felszerelve nehézfegyverekkel. Előnyük például a csatarepülőgéppel szemben, hogy rácsapás (strafing) helyett, amelynek korlátozott az időtartama, ezek a gépek köröznek a célpont körül, miközben folyamatosan tudnak rájuk tüzet vezetni.

## Vietnámi háború

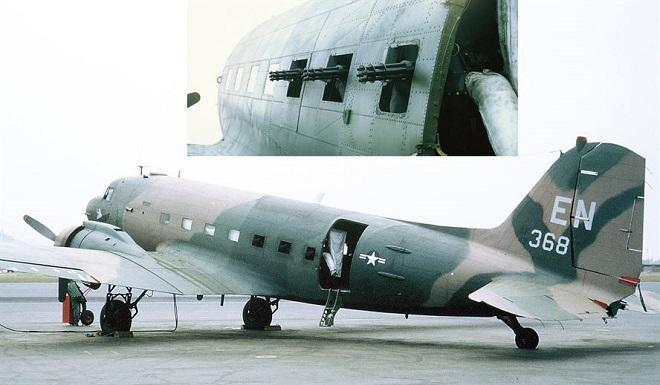
Douglas AC-47 Spooky ágyúnaszád, az oldalán jól megfigyelhető a három M134 Minigun.

A Douglas AC-47 Spooky volt az első modern értelembe vett légi ágyúnaszád. Mint sok másik későbbi ágyúnaszád az AC-47 is teherszállító repülőgépből a Douglas C-47 Skytrain-ből lett átalakítva és felszerelve három minigun-al az Egyesült Államok Légiereje által 1964-ben.  A pilóta mellett beépítették az A-1 Skyraider célzókészülékét, de az eredményesség kizárólag a gyakorlottságon múlt, mivel elektronikus eszközök nem segítették a célzást. A három 7,62mm-es Minigun választhatóan képes volt 50 vagy 100 lövés/másodperc leadására. A háború eszkalálódása és a Vietkong egyre nagyobb erőinek bevetése további lépésekre ösztönözte az amerikai fejlesztőket, így hamarosan megjelent a C-119 és a C-123 teherszállító felfegyverzett változata is. 
Az igazi áttörést azonban a nagyobb kapacitású C-130 Hercules átalakítása hozta, amelyet már elláttak a célzást segítő korszerű elektronikai eszközökkel is Az első példány az AC-130A fegyverzete négy darab 7.62 mm GAU-2/A minigun és négy darab 20 mm M61 Vulcan gépágyú volt. Később változott a fegyverzet ,az AC-130E változat fel volt szerelve egy 40 mm-es L/60 Bofors ágyúval és egy 105 mm-es M102 ágyúval (amik már képesek voltak páncélozott célok megsemmisítésére is) a két 20 mm M61 Vulcan gépágyú mellett, ez a típus 1970-ben állt szolgálatba.

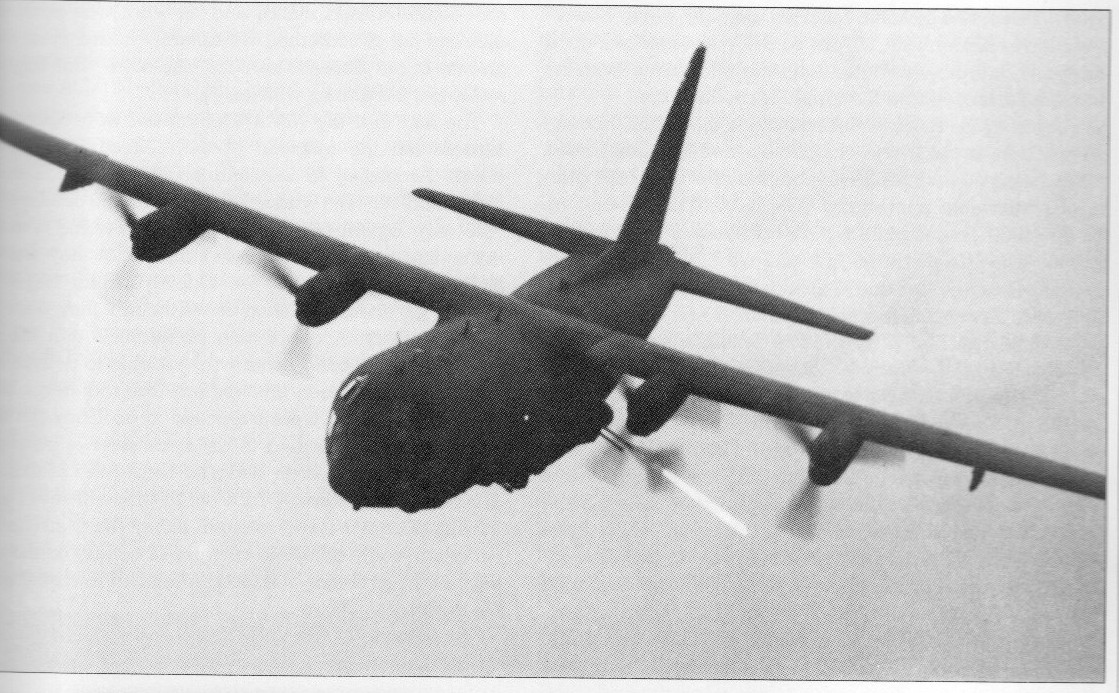
Egy AC-130 Dél-Laoszban 1970 körül

A Laosz déli területein húzódó "Ho Shi Minh ösvényen" haladó teherautó konvojok közül egyre több semmisült meg az AC-130 által ezért erőik egy részét kénytelenek voltak légvédelmi eszközök szállítására illetve kezelésére tartalékolni. Hamarosan megjelentek fegyvereik között a különböző légvédelmi gépágyúk, amelyek már komoly fenyegetést jelentettek a lassú és lomha repülőgépekre, de ezen felül a gépek sikeresnek voltak mondhatók Vietnámban.

## A jövő
A gépek fejlesztése még mindig tart és fedélzeti rendszere és fegyverzete modernizálva lett a kor elvárásainak. Habár a Vietnámi háborúban és több utána lévő konfliktusban, mint az Öböl háború vagy Afganisztán sikeresnek voltak mondhatók számításba kell venni azt hogy, ezek aszimmetrikus konfliktusok voltak, ahol a gépek nem voltak kitéve jelentős veszélynek nagyságuk és lomhaságuk végett, így nem valószínű, hogy egy modern háborúban életképesek lennének, ezért egyre jelentősebb a pilóta nélküli repülő technológia fejlesztése, ami át tudja venni a feladatkörét.

## Külső hivatkozások
1. ↑   (2023. július 9.) „Gunship” (angol nyelven). Wikipedia.
2. 1 2  Magazin, JETfly: JETfly Magazin (hungary nyelven). JETfly, 2004. március 10. (Hozzáférés: 2023. október 28.)
3. 1 2   (2023. szeptember 30.) „Lockheed AC-130” (angol nyelven). Wikipedia.